# Ciudad nueva de Edimburgo

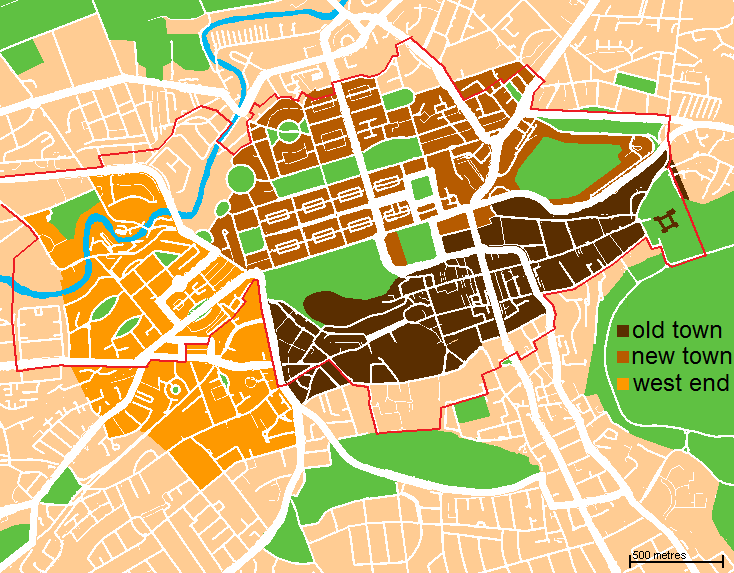
Mapa de la ciudad, mostrando la ciudad nueva y la ciudad vieja.

La Ciudad nueva, una zona céntrica de Edimburgo, capital de Escocia (Reino Unido), junto con la Ciudad vieja, es un lugar Patrimonio de la Humanidad declarado por la Unesco en 1995. A menudo es considerada una obra maestra del planeamiento urbanístico. Aunque aún se la llama Ciudad Nueva (New Town), fue construida en etapas entre 1765 y alrededor de 1850, y conserva gran parte de la arquitectura del período neoclásico original. Su calle más famosa es Princes Street, que mira al castillo de Edimburgo y a la Ciudad vieja, cruzando la depresión geográfica del anterior Nor Loch. 

## Preparando el terreno
Los planes originales de crear una Ciudad nueva en Edimburgo se remontan a un concepto general considerado por el rey Jacobo VII de Escocia a principios del siglo XVII.
La decisión de construir una Ciudad nueva fue tomada por los padres de la ciudad, cuando la superpoblación dentro de las murallas de la Ciudad antigua llegó a un punto crítico y para prevenir un éxodo de ciudadanos ricos de la ciudad a Londres. La época de la Ilustración llegó a Edimburgo y la anticuada estructura de la ciudad no se acomodaba a los modernos pensadores que vivían allí. Lord Provost George Drummond tuvo éxito al extender el límite del Royal Burgh para abarcar los campos del norte de Nor Loch, el cuerpo de agua intensamente contaminado que ocupaba el valle inmediatamente al norte de la ciudad. Se emprendió un plan para secar el Loch, aunque el proceso no se acabó por completo hasta el año 1817. Los puntos de cruce fueron construidos para acceder a la nueva tierra; el North Bridge en 1772, y el Earthen Mound, que comenzó como una franja para material excavado durante la construcción de la Nueva Ciudad. The Mound, como se lo conoce ahora, alcanzó sus actuales proporciones en los años 1830.
Conforme las sucesivas etapas de la Nueva ciudad fueron desarrollándose, los ricos se trasladaron al norte desde las apretadas casas de vecinos en estrechos callejones a grandes casas georgianas en anchas carreteras. Sin embargo, los pobres permanecieron en la Ciudad vieja.

## La primera Ciudad nueva
Una competición de diseño se celebró en enero de 1766 para encontrar un plan adecuado moderno para el nuevo suburbio. Fue ganado por el arquitecto de 26 años James Craig, quien propuso una simple cuadrícula axial, con un principal vía pública a lo largo de la cresta que une las dos plazas ajardinadas. Otras dos principales carreteras se ubicaron colina abajo al norte y al sur, con dos meuse proporcionando estables callejones para las casas más grandes. Completando la rejilla hay tres calles norte-sur. 
El diseño original de Craig había sido por un esquema diagonal centralizante, haciendo el diseño de la bandera del Reino Unido, reflejando una nueva era del patriotismo británico hanoveriano cívico. Siendo más simple este diseño revisado, reflejó este espíritu en los nombres de las calles y espacios cívicos.

### Nombres de las calles
La calle principal recibió el nombre de George Street, por el rey de la época, Jorge III. Queen Street se ubicaría en el norte, recibiendo el nombre por su esposa y St. Giles Street al sur, por el santo patrón de la ciudad. La plaza de san Andrés (St. Andrew's Square) y la de san Jorge (St. George's Square) fueron los nombres elegidos para representar la unión de Escocia e Inglaterra. La idea fue continuada con la menor Thistle Street (por el emblema de Escocia) entre George Street y Queen Street, y Rose Street (por el emblema de Inglaterra) entre George Street y Princes Street.  
Sin embargo, el rey George rechazó el nombre de St. Giles Street, San Gil siendo también el santo patrón de los leprosos y estar asociado con las zonas fronterizas de la ciudad al límite de la misma. Fue renombrada Princes Street por sus hijos. El nombre de St. George's Square fue cambiado a Charlotte Square, por la Reina, para impedir la confusión con la George Square al lado sur de la Ciudad vieja. Los bloques más al oeste de Thistle Street fueron renombrados como Hill Street y Young Street, haciendo Thistle Street la mitad de longitud de Rose Street. Las tres calles completando la rejilla, Castle, Frederick y Hanover Streets, fueron nombrados por las vistas del castillo, el padre del rey Jorge y el nombre de la familia real, respectivamente.

### Desarrollo
Las propuestas de Craig dieron con problemas ulteriores cuando comenzó el desarrollo. Inicialmente el expuesto nuevo lugar fue impopular, llevando a un recargo de £20 ofrecido al primer constructor del lugar. Las dudas se superaron bien pronto y la construcción comenzó en el este con St. Andrew Square. 
Craig había propuesto que George Street se terminara por dos grandes iglesias, situadas dentro de cada plaza. Sin embargo, Sir Lawrence Dundas fue ya el propietario de esta plaza. Decidió construir allí su propia casa allí, y encargó un diseño de Sir William Chambers. La resultante mansión palladiana, acabada en 1774, es actualmente la sede del Royal Bank of Scotland. La iglesia de St. Andrew tuvo que construirse en un lugar de George Street. La falta de una terminación visual en el extremo de esta calle fue remediada en el año 1823 con el monumento de William Burn a Henry Dundas.
La primera Ciudad nueva se acabó en 1800, con la construcción de Charlotte Square. Esta fue construida según un diseño de Robert Adam, y fue la única zona arquitectónicamente unificada de la Nueva Ciudad nueva. Adam también produjo un diseño para la iglesia de san Jorge (St. George's Church), aunque su diseño fue reemplazado por el de Robert Reid. El edificio, hoy conocido como West Register House, hoy alberga parte del Archivo Nacional de Escocia. El lado norte de Charlotte Square presenta la Bute House—anteriormente la residencia oficial del secretario de estado para Escocia. Desde la introducción de la devolución en Escocia, Bute House es la residencia oficial del Primer ministro de Escocia.

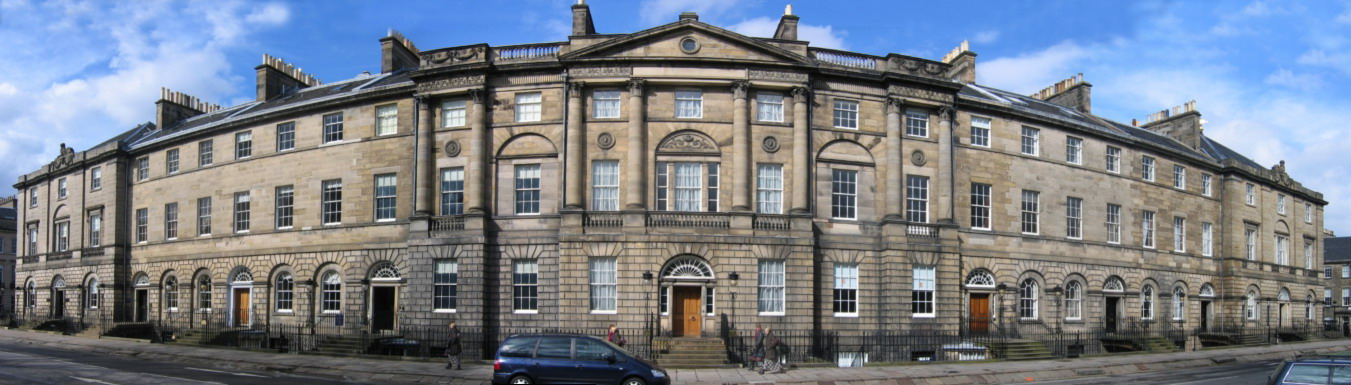
El lado norte de la Charlotte Square, de Robert Adam. Bute House, residencia oficial del Primer ministro de Escocia, está en el centro.

### Reurbanización
La Ciudad nueva fue prevista como un suburbio puramente residencial. Casas unifamiliares intercaladas con bloques de apartamentos (llamadas en Escocia tenements) se alinean con todas las calles principales, con el meuse siendo en su mayor parte apartamentos para los maestros de danza de servicio, elaboradores de pelucas y otras cosas semejantes. Sin embargo, no tardaron mucho en darse cuenta del potencial económico de aquel lugar. Pronto se abrieron tiendas en Princes Street, y durante el siglo XIX la mayoría de las casas unifamiliares de la calle fueron sustituidas por enormes edificios comerciales. Hasta el día de hoy sigue produciéndose una ocasional reurbanización poco sistemática, aunque de New Town 1, Queen Street, Thistle Street y grandes secciones de George Street, Hanover, Frederick y Castle Streets, aún están alineadas con sus edificios originales del siglo XVIII tardío. Secciones muy grandes de New Town 2, construida desde principios del siglo XIX permanecen también todavía como se construyeron.

## Adiciones posteriores

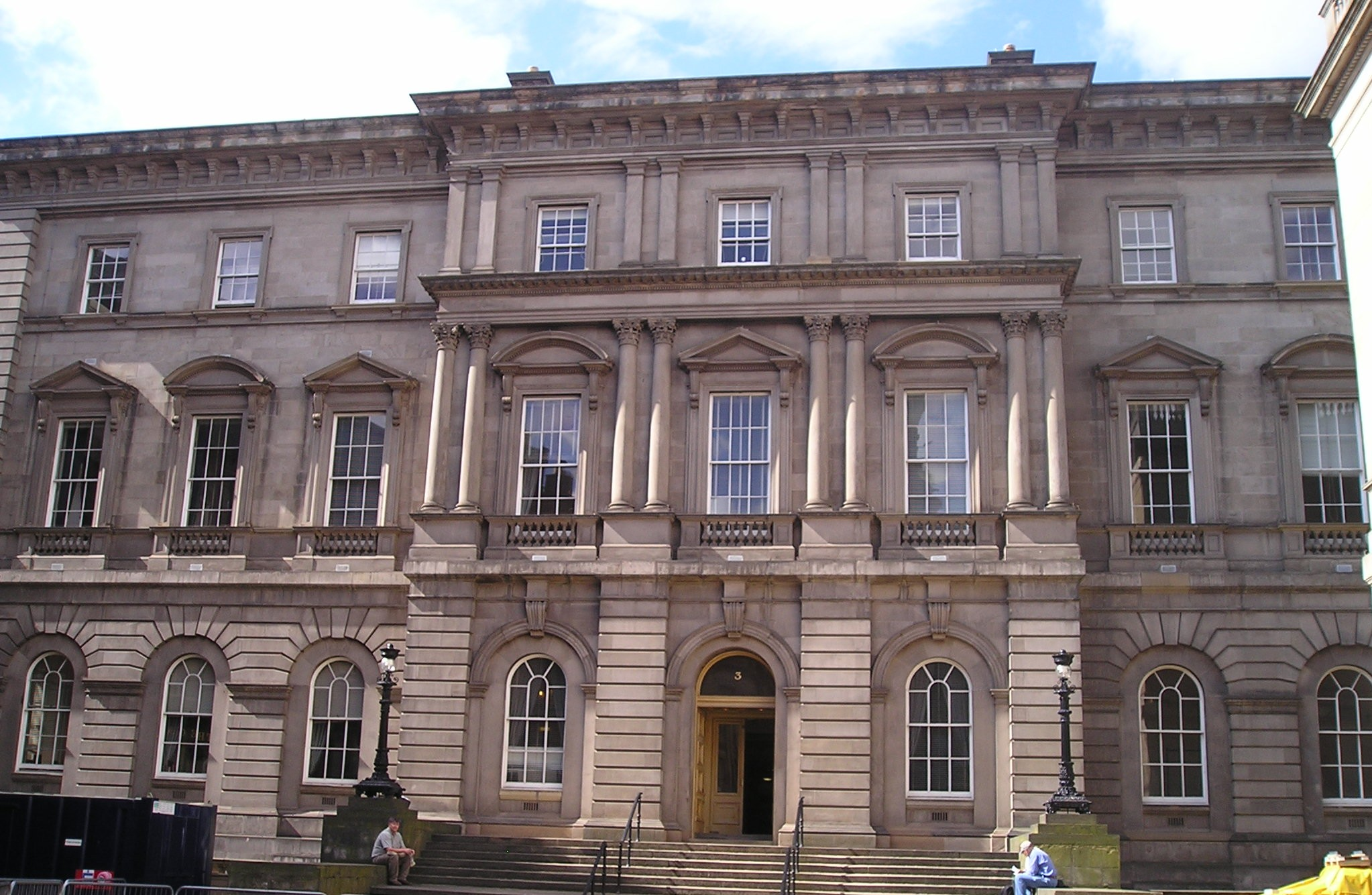
New Register House, sede del Tribunal de Lord Lyon.

Tras 1800, el éxito de la primera Ciudad nueva llevó a planeas más ambiciosos. La segunda, o 'New New Town', pretendía extender Edimburgo todo el camino hasta el Water of Leith, uniendo la ciudad con las ciudades más antiguas de Stockbridge, Dean, Canonmills y Silvermills. El desarrollo fue más unificado, aunque durante varias décadas las operaciones de curtidurías en Silvermills inhibió el desarrollo de las proximidades más inmediatas. Los nuevos desarrollos siguieron la pauta de Charlotte Square, con calles enteras siendo construidas como una construcción. AL norte de Queen Street quedan los jardines de Queen Street; más allá de los jardines, la construcción continuó en una Hanover Street ampliada, llamada aquí Dundas Street, casi a 1 kilómetro del Water of Leith en Canonmills. Las anchas calles y grandes plazas fueron establecidos a ambos lados. 
El tercer y final desarrollo añadió Moray Place y las calles que lo rodean, construido en las tierras del Conde de Moray, al oeste del segundo desarrollo.
En el siglo XIX el segundo ferrocarril de Edimburgo, el Edinburgh, Leith and Newhaven Railway, construyó un túnel bajo la Ciudad nueva para unir Scotland Street con Canal Street (más tarde absorbida en la estación de Waverley). Después de su cierre, el túnel se usó para cultivar champiñones y durante la Segunda Guerra Mundial era un refugio antiaéreo.

## Cultura
La Ciudad nueva es la sede de la Galería Nacional de Escocia y la Real Academia Escocesa, ubicadas en The Mound. La Galería Nacional Escocesa de Retratos está en Queen Street. Otros edificios notables incluyen las Salas de la Asamblea en George Street, el Hotel Balmoral (anteriormente llamado el Hotel North British, por una compañía de ferrocarril) con su sobresaliente torre del reloj por encima de la estación Waverley y el monumento a Scott.
La asociación Cockburn (Trust civil de Edimburgo) es prominente al hacer campaña para conservar la integridad arquitectónica de la Ciudad nueva.

## Compras
La Ciudad nueva contiene las principales calles de compras de Edimburgo. Princes Street es donde se encuentran las tiendas de las principales cadenas, así como los grandes almacenes Jenners, una institución de Edimburgo. George Street, una vez el centro financiero, hoy tiene numerosos bares modernos, muchos ocupando anteriores salas banqueras, mientras que el nuevo Multrees Walk en la St. Andrew's Square es la sede de Harvey Nichols y otras tiendas de diseño. El St. James Centre, en el extremo este de la Ciudad nueva, es un centro comercial interior acabado en 1970. A menudo considerado como un añadido no bienvenido en la arquitectura de la Ciudad nueva, incluye una gran sucursal de John Lewis.